# La Bandera Roja (Madrid)
La Bandera Roja fue un periódico editado en la ciudad española de Madrid entre 1869 y, al menos, 1870, de ideología republicana federal.

## Historia
Editado en Madrid, se imprimía en la Imprenta de E. Zafra. De ideología republicana federal y con inclinaciones anticlericales, fue dirigido por Romualdo Lafuente y contó con Enrique Arredondo como redactor. Su subtítulo era «Ni Dios ni Papa».
Su primer número apareció el 23 de agosto de 1869, publicándose en ejemplares de cuatro páginas que salían a la venta lunes y jueves. Durante el mes de noviembre de 1869 debió estar suspensa su publicación por orden del gobernador. El 29 de noviembre salió de nuevo a cuatro páginas, desde entonces con una periodicidad de trisemanal, lunes, miércoles y sábados, para posteriormente hacerse diario y, de nuevo, retornar a los tres números por semana.
En 1870 seguía publicándose.